# 전라북도 (일제강점기)

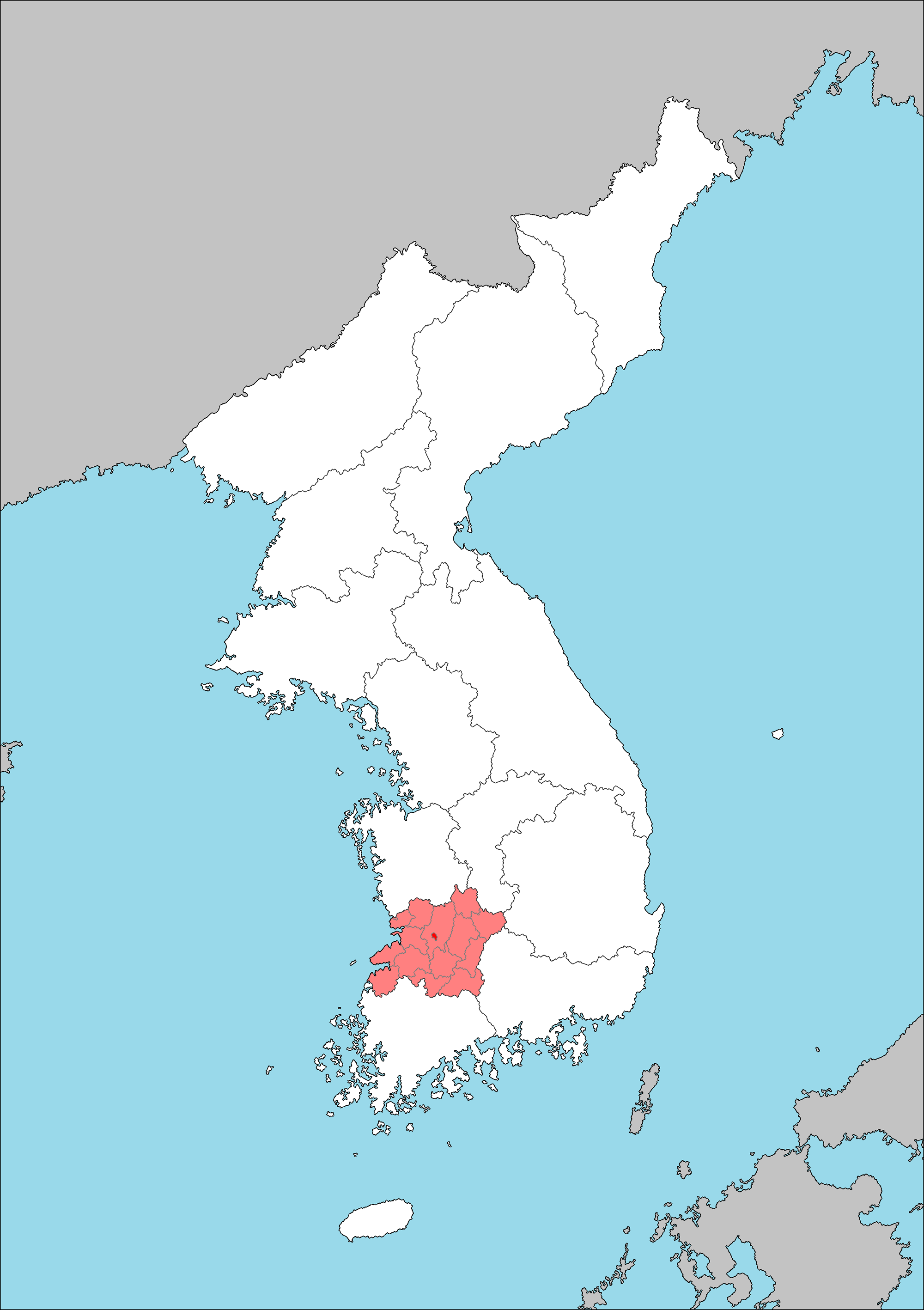
1945년의 전라북도.

전라북도(全羅北道, 일본어: 全羅北道, ぜんらほくどう 젠라호쿠도[*])는 일제강점기였던 1910년부터 1945년까지 존재했던 행정 구역 가운데 하나로 도청 소재지는 전주부이며 면적은 8,552.39km2(1940년 당시 기준), 인구는 1,674,692명(1944년 당시 기준), 인구 밀도는 195.8명/km2이다. 현재의 대한민국의 전북특별자치도 전체 지역, 충청남도 금산군에 걸쳐 있었으며 걸쳐 있었으며 2개 부, 14개 군을 관할했다.

## 인구
| 연도   | 인구        | 인구 그래프 | 비고 |
| ------ | ----------- | ----------- | ---- |
| 1925년 | 1,369,010명 |             |      |
| 1930년 | 1,503,695명 |             |      |
| 1935년 | 1,607,236명 |             |      |
| 1940년 | 1,598,614명 |             |      |
| 1944년 | 1,674,692명 |             |      |

1944년(쇼와 19년)에 실시된 인구 조사에서는 다음과 같은 인구가 분포했다.
- 전체 인구: 1,674,692명
  - 일본인: 33,068명
  - 조선인: 1,640,643명
  - 그 외의 민족: 981명

## 행정 구역
행정 구역은 1945년(쇼와 20년) 당시를 기준으로 한다.

### 부
- 전주부 (全州府, 젠슈부)
- 군산부 (群山府, 군산부)

### 군
- 완주군 (完州郡, 간슈군)
  - 초포면(草浦面), 용진면(龍進面), 상관면(上關面), 우전면(雨田面), 조촌면(助村面), 봉동면(鳳東面), 이서면(伊西面), 삼례면(參禮面), 소양면(所陽面), 구이면(九耳面), 고산면(高山面), 비봉면(飛鳳面), 운주면(雲州面), 화산면(華山面), 동상면(東上面)
- 진안군 (鎭安郡, 진안군)
  - 진안면(鎭安面), 상전면(上田面), 백운면(白雲面), 성수면(聖壽面), 마령면(馬靈面), 부귀면(富貴面), 용담면(龍潭面), 주천면(朱川面), 동향면(銅郷面), 안천면(顔川面), 정천면(程川面)
- 금산군 (錦山郡, 긴산군)
  - 금산읍(錦山邑), 금성면(錦城面), 제원면(濟原面), 부리면(富利面), 군북면(郡北面), 남일면(南一面), 남이면(南二面), 진산면(珍山面), 복수면(福壽面), 추부면(秋富面)
- 무주군 (茂朱郡, 모슈군)
  - 무주면(茂朱面), 무풍면(茂豊面), 설천면(雪川面), 적상면(赤裳面), 안성면(安城面), 부남면(富南面)
- 장수군 (長水郡, 조스이군)
  - 장수면(長水面), 산서면(山西面), 반암면(蟠岩面), 계내면(溪內面), 천천면(天川面), 계남면(溪南面), 계북면(溪北面)
- 임실군 (任實郡, 닌지쓰군)
  - 임실면(任實面), 청웅면(靑雄面), 운암면(雲岩面), 신평면(新平面), 성수면(聖壽面), 둔남면(屯南面), 신덕면(新德面), 삼계면(三溪面), 관촌면(館村面), 강진면(江津面), 덕치면(德峙面), 지사면(只沙面)
- 남원군 (南原郡, 난겐군)
  - 남원읍(南原邑), 이백면(二白面), 주천면(朱川面), 송동면(松洞面), 주생면(周生面), 대산면(大山面), 대강면(帶江面), 사매면(巳梅面), 덕과면(德果面), 보절면(寶節面), 왕치면(王峙面), 금지면(金池面), 산동면(山東面), 수지면(水旨面), 운봉면(雲峰面), 아영면(阿英面), 산내면(山內面), 동면(東面)
- 순창군 (淳昌郡, 슌쇼군)
  - 순창면(淳昌面), 인계면(仁溪面), 동계면(東溪面), 풍산면(豊山面), 금과면(金果面), 팔덕면(八德面), 쌍치면(雙置面), 복흥면(福興面), 적성면(赤城面), 유등면(柳等面), 구림면(龜林面)
- 정읍군 (井邑郡, 세이유군)
  - 정주읍(井州邑), 신태인읍(新泰仁邑), 북면(北面), 내장면(內藏面), 입암면(笠岩面), 소성면(所聲面), 고부면(古阜面), 영원면(永元面), 덕천면(德川面), 이평면(梨坪面), 정우면(淨雨面), 태인면(泰仁面), 감곡면(甘谷面), 옹동면(瓮東面), 칠보면(七寶面), 산내면(山內面), 산외면(山外面)
- 고창군 (高敞郡, 고쇼군)
  - 고창면(高敞面), 고수면(古水面), 아산면(雅山面), 무장면(茂長面), 공음면(孔音面), 상하면(上下面), 해리면(海里面), 성송면(星松面), 대산면(大山面), 심원면(心元面), 흥덕면(興德面), 성내면(星內面), 신림면(新林面), 부안면(富安面)
- 부안군 (扶安郡, 후안군)
  - 부안읍(扶安邑), 동진면(東津面), 행안면(幸安面), 상서면(上西面), 하서면(下西面), 산내면(山內面), 줄포면(茁浦面), 보안면(保安面), 주산면(舟山面), 백산면(白山面)
- 김제군 (金堤郡, 긴테이군)
  - 김제읍(金堤邑), 월촌면(月村面), 죽산면(竹山面), 백산면(白山面), 용지면(龍池面), 백구면(白鷗面), 부량면(扶梁面), 만경면(萬頃面), 공덕면(孔德面), 청하면(靑蝦面), 성덕면(聖德面), 진봉면(進鳳面), 금구면(金溝面), 봉남면(鳳南面), 황산면(凰山面), 금산면(金山面)
- 옥구군 (沃溝郡, 오쿠코군)
  - 옥구면(沃溝面), 미면(米面), 옥산면(玉山面), 회현면(澮縣面), 임피면(臨陂面), 서수면(瑞穗面), 대야면(大野面), 개정면(開井面), 성산면(聖山面), 나포면(羅浦面)
- 익산군 (益山郡, 에키산군)
  - 이리읍(裡里邑), 오산면(五山面), 북일면(北一面), 황등면(黃登面), 함라면(咸羅面), 웅포면(熊浦面), 성당면(聖堂面), 용안면(龍安面), 함열면(咸悅面), 낭산면(朗山面), 망성면(望城面), 황화면(皇華面), 여산면(礪山面), 금마면(金馬面), 왕궁면(王宮面), 춘포면(春浦面), 팔봉면(八峰面), 삼기면(三箕面)

## 역대 도지사
| 호적   | 이름            | 한자 표기 | 재임 기간                          | 비고                              |
| ------ | --------------- | --------- | ---------------------------------- | --------------------------------- |
| 조선인 | 이두황          | 李斗璜    | 1910년 10월 1일 - 1916년 3월 9일   | 전라북도 장관, 사망               |
| 조선인 | 이진호          | 李軫鎬    | 1916년 3월 28일 - 1921년 8월 5일   | 장관, 1919년 8월부터 전라북도지사 |
| 내지인 | 이스미 주조     | 亥角仲蔵  | 1921년 8월 5일 - 1925년 8월 11일   |                                   |
| 내지인 | 아오키 가이조   | 青木戒三  | 1925년 8월 11일 - 1926년 3월 8일   |                                   |
| 내지인 | 와타나베 시노부 | 渡辺忍    | 1926년 3월 8일 - 1929년 1월 21일   |                                   |
| 내지인 | 하야시 시게키   | 林茂樹    | 1929년 1월 21일 - 1929년 12월 11일 |                                   |
| 조선인 | 김서규          | 金瑞圭    | 1929년 12월 11일 - 1931년 9월 23일 |                                   |
| 조선인 | 홍승균          | 洪承均    | 1931년 9월 23일 - 1932년 9월 27일  |                                   |
| 조선인 | 고원훈          | 高元勳    | 1932년 9월 27일 - 1936년 5월 21일  |                                   |
| 조선인 | 김시권          | 金時權    | 1936년 5월 21일 - 1937년 4월 1일   |                                   |
| 조선인 | 손영목          | 孫永穆    | 1937년 4월 1일 - 1940년 9월 2일    |                                   |
| 조선인 | 리노이에 겐포   | 李家源甫  | 1940년 9월 2일 - 1942년 1월 24일   | 이원보(李源甫)에서 개명           |
| 조선인 | 가네무라 야스오 | 金村泰男  | 1942년 1월 24일 - 1943년 8월 18일  | 김병태(金秉泰)에서 개명           |
| 조선인 | 김대우          | 金大羽    | 1943년 8월 18일 - 1945년 6월 16일  |                                   |
| 조선인 | 구사모토 젠키   | 草本然基  | 1945년 6월 16일 - 1945년 8월 15일  | 정연기(鄭然基)에서 개명, 광복     |

## 같이 보기
- 한국의 행정 구역